# Gravity Probe B
Gravity Probe B is een zwaartekrachtmeter, waarmee zeer nauwkeurig het zwaartekrachtsveld van de aarde kan worden gemeten om de algemene relativiteitstheorie, die door Einstein in 1916 werd gepubliceerd, kan worden gecontroleerd. De satelliet met daarin de opstelling is in 2004 gelanceerd. De metingen werden tussen 27 augustus 2004 en 8 december 2010 uitgevoerd. De letter B in de naam betekent dat het de tweede ruimtesonde is waarmee dergelijke metingen zijn gedaan. Het experiment met de Gravity Probe A was in 1976 uitgevoerd.
Hiertoe worden vier gyroscopen gebruikt in een satelliet in een polaire baan op 642 km hoogte boven de aarde. Deze gyroscopen zijn zeer sterk afgekoeld en meten twee afwijkingen:
- Het geodetisch effect, de afwijking noord zuid, de mate waarin de aarde de ruimtetijd vervormt.
- De vervorming van de ruimtecoördinaten ten gevolge van de rotatie van de aarde. Dit effect heet in het Engels frame dragging en dat wordt in het artikel ook gebruikt.

Dit wordt gedaan door de precessiebeweging, de hoekvariatie, van de assen van de gyroscopen te meten over een periode van een jaar en die hoeken te vergelijken met de theorie van Einstein.

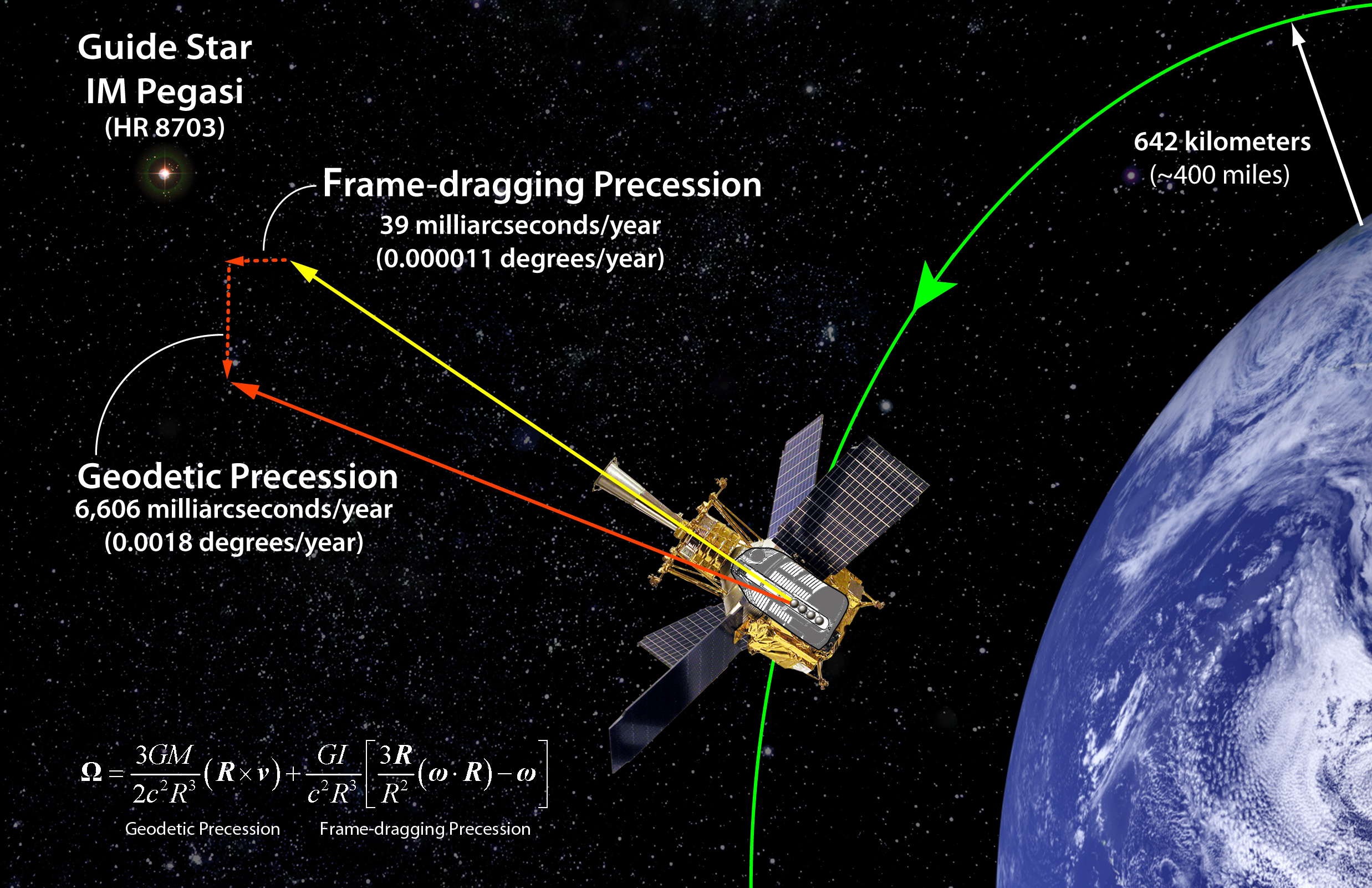
Gravity Probe B bevestigt theorie van Einstein

## Experiment
Het experiment gebruikt 's werelds meest nauwkeurige gyroscopen. Einstein voorspelde dat het geodetisch effect 6,6 boogseconden, of 0,0018 graden, per jaar zou bedragen en de frame dragging 0,041 boogseconden, 0,000011 graden, in het vlak van de draaiing van de aarde. Deze effecten zijn nooit rechtstreeks gemeten.
De missie staat onder leiding van het Marshall Space Flight Center van de NASA in Huntsville, Alabama. Het idee komt van de Stanford-universiteit in Californië die dan ook de ontwikkeling van het eigenlijke meetinstrument op zich neemt. De universiteit zal ook de missie leiden en achteraf de gegevens analyseren. Lockheed Martin in Palo Alto, Californië bouwt de satelliet.

## Telescoop
De opzet is vrij eenvoudig. De gyroscopen zijn vast verbonden met de telescoop. De telescoop is tijdens de missie voortdurend op dezelfde ster IM Pegasi gericht. De vier gyroscoopassen worden bij de start van de missie op deze ster uitgelijnd. Door middel van een supergeleidend uitleessysteem SQUID, voor Superconducting QUantum Interference Device, kunnen zeer kleine afwijkingen in de oriëntatie van de assen worden gemeten. Wijzigingen in de richting van de assen zijn een direct gevolg van het geodetisch effect, van de frame-dragging als gevolg van de algemene relativiteit.

## Gyroscopen
De vier gyroscopen hebben precies de vorm van een bol, zodat zij alle mechanische of elektrische invloed elimineren. Ze kunnen hoeken meten kleiner dan 0,5 milliboogseconde, 1,4×10−7 graden. Deze hoek komt overeen met de dikte van een mensenhaar gezien op een afstand van 32 km.
De as van een perfecte bol is volgens de wetten van de klassieke mechanica onveranderlijk. Dit houdt in dat de gyroscopen, eens opgelijnd met de geleidester, voor altijd naar die ster staan gericht. L Schiff, hoofd van de faculteit natuurkunde van de Stanford-universiteit voorspelde in 1960 dat een perfecte gyroscoop het geodetisch effect, de frame dragging zou kunnen meten.

### Initialisatie van de gyroscopen
De gyroscopen werden een voor een tot 4200 omwentelingen per minuut opgestart. Zij draaien twee aan twee in tegenovergestelde richtingen. Het opstarten gebeurt door ultra-zuiver heliumgas gedurende verscheidene uren met de geluidssnelheid over de rotor te blazen. Daarna wordt het helium verwijderd, zodat er hooguit nog enkele heliumatomen aanwezig zijn,  om de vertraging van de rotatiesnelheid tot een minimum te beperken. De periode waarop de snelheid tot 37% van de initiële snelheid gedaald is bedraagt meer dan 10.000 jaar. Het verwijderen gebeurt door middel van een collector die de heliumatomen als een dunne film op zijn oppervlak vasthoudt. Dit werkt zolang de temperatuur beneden 5 kelvin blijft. Dit is nog een reden waarom er met cryogene temperaturen wordt gewerkt. De collector bestaat uit titanium, dat is gesinterd. Hierdoor kon men een vacuüm creëren dat honderdmaal beter is dan het vacuüm op de hoogte van de satelliet.

## Technologie
Alle hoofdcomponenten, de vier gyroscopen, de telescoop en het blok waarop alles is gemonteerd, zijn uit kwarts gemaakt. Kwarts is zeer stabiel over een groot temperatuurbereik. Uitzetting en krimping zijn zeer gering en gelijkmatig.

### Cryogene sonde
De telescoop heeft een diafragma van 14 cm en is gedurende het hele experiment op het centrum van IM Pegasi HR 8703 gericht. Zo heeft men een vast referentiestelsel voor dit relativistische experiment. De sterren op enkele honderden lichtjaren worden of als vast beschouwd of de eigenbeweging ervan is precies bekend.
De technici van het Marshall center ontwierpen een technisch zeer hoogstaande uitrusting om de rotoren van de gyroscopen te polijsten. De ingenieurs van Stanford ontwikkelden de dunne-filmtechnologie om de rotoren van een supergeleidende laag niobium te voorzien. De rotoren zijn zo rond, dat als men ze tot de omvang van de aarde zou vergroten, de hoogste berg of het diepste dal 2,4 meter was.
De meetinstrumenten zijn ondergebracht in een 2,7 meter lange cryogene sonde. De sonde zelf is nog eens verpakt in een supergeleidende loodfolie. Deze folie schermt de instrumenten af van het aardmagnetische veld. De sonde en de loodfolie zijn op hun beurt ondergebracht in een dewarvat met 2.440 liter helium, dat supervloeibaar is. De cryogene temperatuur van 1,8 kelvin is nodig om het niobium van de rotoren supergeleidend te maken. De richting van de rotatieas wordt bepaald door het magnetisch moment dat gegenereerd wordt door een draaiende supergeleider.
Het supervloeibare helium in het dewarvat dient zowel voor de koeling van de cryogene omgeving als voor de positionering en rotatie van de satelliet. Door ingenieuze kleppen wordt een zeer kleine hoeveelheid helium in de ruimte geblazen via acht paren microstraalmotortjes om zo nauwkeurig de positie te regelen. Dit wordt gedaan door de helium 'af te koken'. De 400 draden en buizen die de sonde verbinden en het licht dat in de telescoop valt genereren enige warmte. Deze warmte is voldoende om het helium te laten koken en zo de warmte af te voeren. Een van de vier gyroscopen vormt het zwaartepunt van de satelliet. De oriëntatie van de satelliet gebeurt rond deze gyroscoop zodat die in vrije val verkeert.

### Lancering
Gravity Probe B werd op 20 april 2004 gelanceerd van op de luchtmachtbasis Vandenberg Space Force Base in Californië door een Delta II draagraket van Boeing.

## Resultaten
Er zijn 31 jaar aan onderzoek en ontwikkeling besteed, 10 jaar voorbereiding van de missie, de missie zelf heeft 1,5 jaar geduurd en vijf jaar zijn de gegevens analyseren en met de algemene relativiteitstheorie vergeleken. De metingen begonnen op 28 augustus 2004 en werden beëindigd op 14 augustus 2005. Het gewogen gemiddelde voor de vier gyroscopen geeft voor de geodetische afwijking −6601,8±18,3 mbs/jr, milliboogseconden per jaar, en voor de frame dragging −37,2±7,2 mbs/jr. De voorspelde waarden door de algemene relativiteitstheorie zijn −6606,1 mbs/jr en −39,2 mbs/jr. Een milliboogseconde is 4,848×10−9 radialen of 2,778×10−7 graden.